# Celrà
Celrà (spanisch Celrá) ist ein Dorf sowie Gemeinde in der spanischen Autonomen Gemeinschaft Katalonien. Es liegt lediglich rund sieben Kilometer nordöstlich der Provinzhauptstadt Girona und hat 5.561 Einwohner (Stand: 2024) auf 19,9 Quadratkilometern.

## Politik
- CUP: 8
- ERC: 3
- PSC: 1
- JuntsxCat: 1

Bei der Wahl des Gemeinderats 2019 gewann die sozialistisch-separatistische Kandidatur der Volkseinheit eine absolute Mehrheit im Legislativorgan der Gemeinde. Da der Gemeinderat den Bürgermeister wählt, kann die Kandidatur der Volkseinheit wie schon nach der Wahl 2015 wieder den Bürgermeister stellen.